# Africa Speaks!
Africa Speaks! is een film uit 1930 van Walter Futter. Het beschrijft de reis van ontdekkingsreiziger Paul Hoefler naar Belgisch-Congo en Oost-Afrika. De film bevat diverse sensationele scènes van wilde dieren, zoals leeuwen en olifanten. Ook worden diverse vreemd geachte volken in beeld gebracht, zoals Pygmeeën en de Masai.
De film heeft de status van publiek domein (vrij van auteursrecht) en kan daarom rechtenvrij vertoond worden.

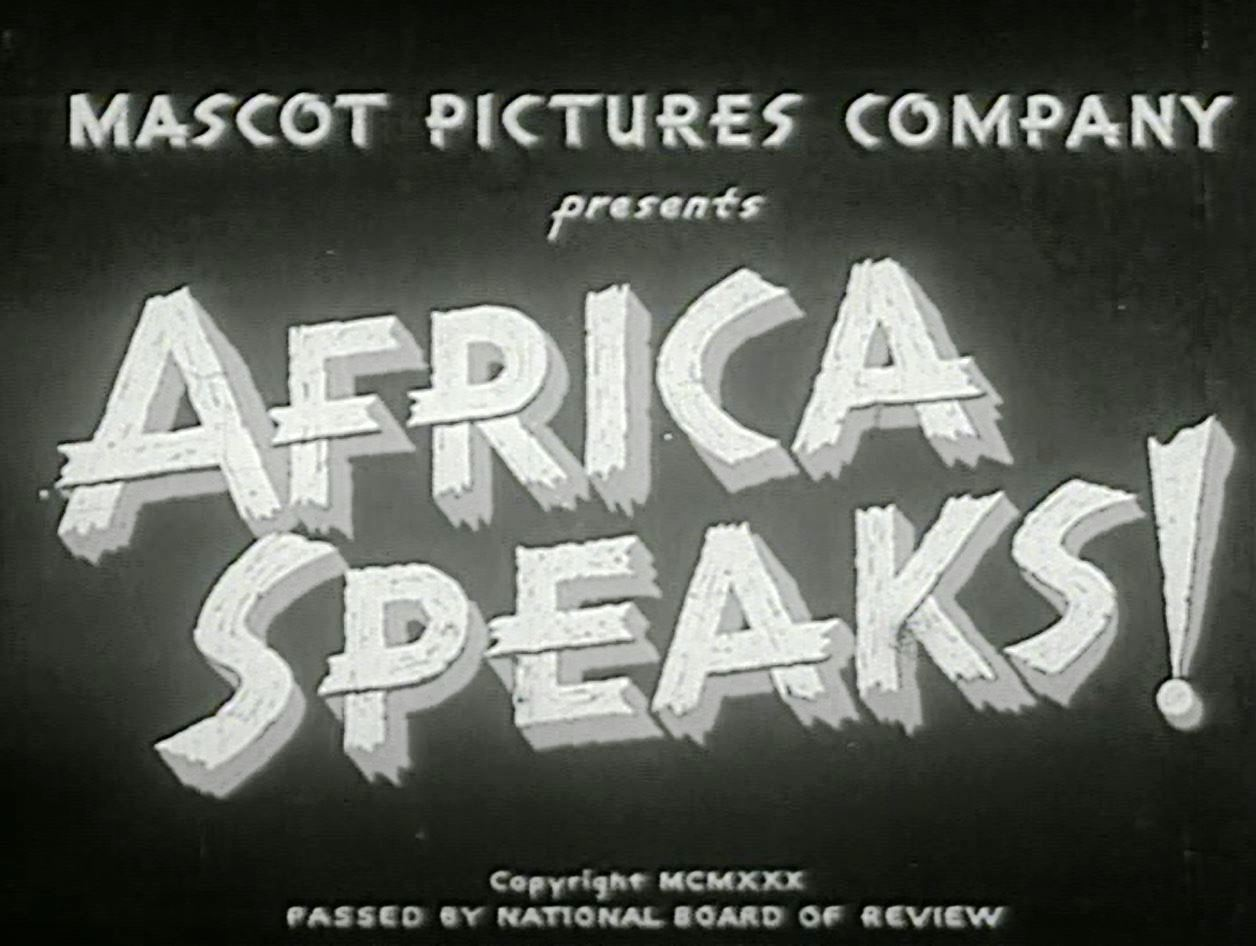
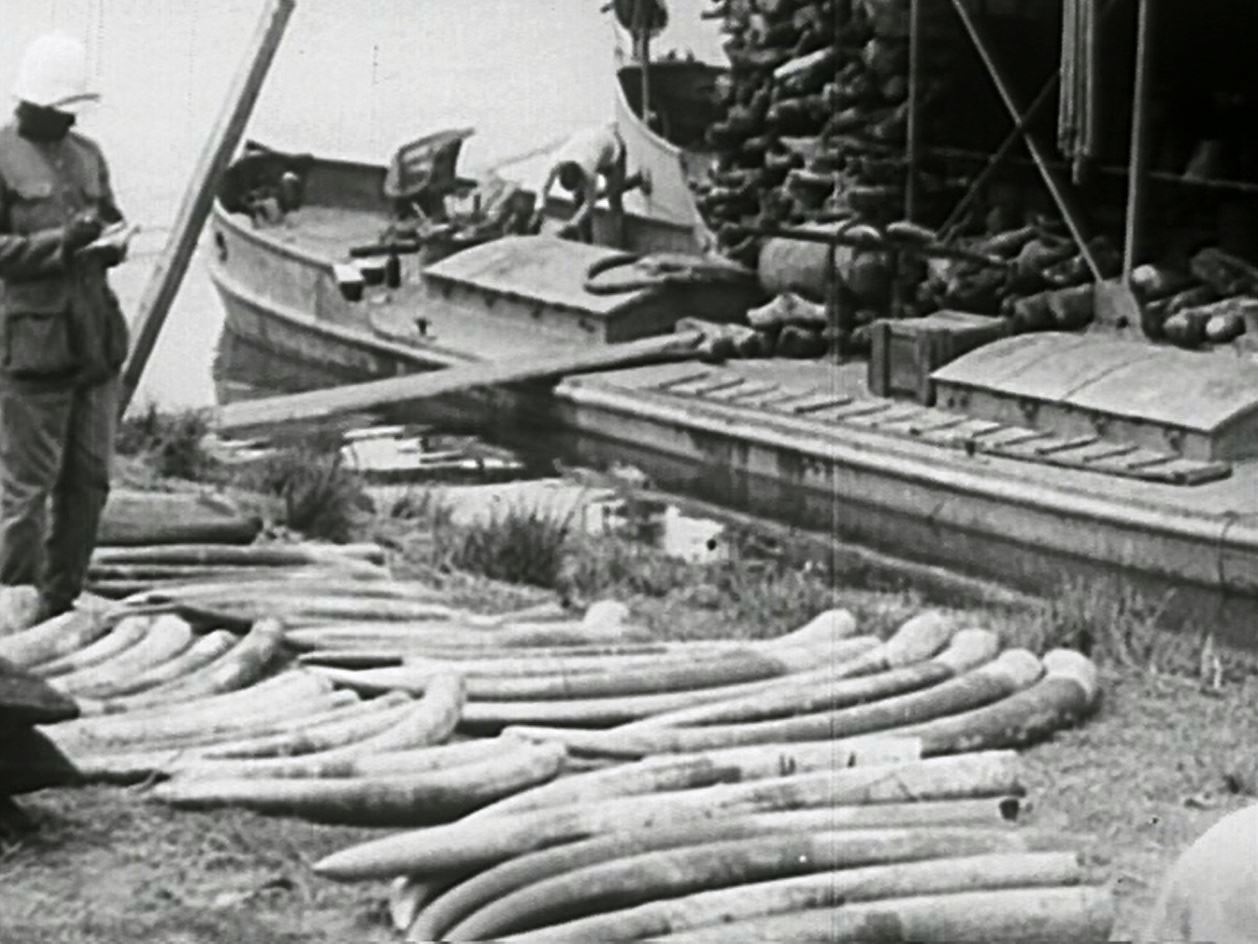
Ivoorhandel
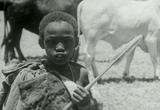
Afrikaans kind uit Africa Speaks!
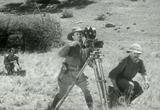
Het filmen van Africa Speaks!

## Verwijzingen
- (en)   Africa Speaks! in de Internet Movie Database
- Africa Speaks! op Internet Archive